# Komtur
Komtur, inaczej komandor – zwierzchnik domu zakonnego w niektórych zakonach rycerskich (np. krzyżacy, joannici, templariusze). Później w państwach tych zakonów – zarządca okręgu, prowincji (komturii), złożonej z 1 lub kilku zamków i przyległego terytorium. W zakonie krzyżackim podlegali mu prokuratorzy.
W krajach języka niemieckiego komtur jest także oznaczeniem II i III klasy orderowej.